# Serangoon
La isla Serangoon, (en inglés: Serangoon Island; en chino: 实龙岗岛; en malayo: Pulau Serangoon) alternativamente conocida como Coney Island, es una isla de 45 hectáreas (0,45 km²) ubicada en la costa noreste de Singapur, entre Pulau Ubin (que está al noreste) y el continente al suroeste. Como está situada a sólo 100 metros de la parte continental en su punto más cercano, será ampliada en un futuro para construir viviendas de calidad frente al mar y conectadas a través de un puente con Punggol. Sin embargo, a pesar de esta pequeña distancia, las lanchas tienen que ser contratadas especialmente para llegar a la isla.
Pulau Serangoon es también un lugar popular para el jet ski y el camping. Esto ha llevado a que las playas sean contaminadas por desperdicios como latas vacías, paquetes de fideos instantáneos y botellas.